# One Taguig FC
One Taguig Football Club – profesjonalny klub piłkarski z Taguig w Manili. Powstał na początku 2024 roku. Obecnie występuje w najwyższej klasie krajowej – Philippines Football League (PFL).
Klub  prowadzony jest przez menedżera Ace Bright, a trenerem jest Jovanie Villagracia.

## Sezon 2024/2025
W sezonie 2024/2025 One Taguig FC zajęło 3. miejsce w tabeli zasadniczej Philippines Football League, gromadząc 33 punkty po 18 meczach. W posezonowych Play-offach odpadli w półfinale, przegrywając z Manilla Digger 2-1.

## Skład
Skład klubu liczy 26 zawodników o średniej wieku 28,2 lat, w tym 14 zagranicznych graczy (53,8%)
Stan na 13 czerwca 2025 roku
| Nr | Poz. | Piłkarz                |
| -- | ---- | ---------------------- |
| 1  | BR   | Quincy Kammeraad       |
| 39 | BR   | Henri Bandeken         |
| 21 | OB   | Shoma Sato             |
| 32 | OB   | Nahuel Amarilla        |
| 14 | OB   | Carlie de Murga        |
| 66 | OB   | Daisuke Sato           |
| 19 | OB   | Yrick Gallantes        |
| 23 | OB   | Joshua Dutosme         |
| 44 | OB   | Mahmoud Ali            |
| 15 | PO   | So Omae                |
| 17 | PO   | Solomon Obinna Okereke |
| 22 | PO   | Arnel Amita (kapitan)  |
| 91 | PO   | Omid Nazari            |

| Nr | Poz. | Piłkarz           |
| -- | ---- | ----------------- |
| 16 | PO   | Fritz Chua        |
| 7  | PO   | Dennis Chung      |
| 84 | PO   | Patrick Lingg     |
| 29 | NA   | Naoto Hiraishi    |
| 10 | NA   | Patrick Grogg     |
| 18 | NA   | Yusuke Unoki      |
| 24 | NA   | Oliver Bias       |
| 20 | NA   | Peter Nergaard    |
| 77 | NA   | Tsukasa Shimomura |
| 3  | NA   | Junior Ngong Sam  |
| 9  | NA   | Andres Aldeguer   |
| 11 | NA   | Nicholas Simpson  |
| 27 | NA   | Kofi Kordzi       |